# Enkelkrökt yta
Enkelkrökt yta är en yta som endast är krökt i en riktning till skillnad från en dubbelkrökt yta. Detta är användbart eftersom ytan kan plattas ut till en plan yta. På engelska kallas detta ibland developable surface. 